# Rafael Godeiro
Rafael Godeiro är en kommun i Brasilien.   Den ligger i delstaten Rio Grande do Norte, i den östra delen av landet, 1 600 km nordost om huvudstaden Brasília. Antalet invånare är 3 070. Arean är 100 kvadratkilometer.
Terrängen i Rafael Godeiro är platt.
Omgivningarna runt Rafael Godeiro är huvudsakligen savann. Runt Rafael Godeiro är det ganska glesbefolkat, med 34 invånare per kvadratkilometer.